# Kártyázók (Cezanne-kép, 1892–1895)
A Kártyázók Paul Cezanne zsánerképe, amely a londoni Courtauld Gallery gyűjteményének része.

## Keletkezése
Cézanne érdeklődését 1890 őszén keltették fel a kártyázó munkások, és az évtizedben öt festményt fejezett be, amelynek ők voltak a szereplői. A Courtauld Gallery képén szereplő, a játékba belemélyedő férfiak azonosíthatatlan helyen ülnek. A két férfi azok közé a munkások közé tartozott, akik Cezanne apjának birtokán dolgoztak. A kép 1892 és 1895 között keletkezett.
A festményt Samuel Courtauld vette meg, aki azt mondta, varázslatot érzett, amikor először pillantotta meg a művész alkotásait 1922-ben. Az évek során Cezanne sok képét megvásárolta, így a Courtauld Gallery rendelkezik a művész legtöbb alkotásával az Egyesült Királyságban.